# رقمة (حديقة)

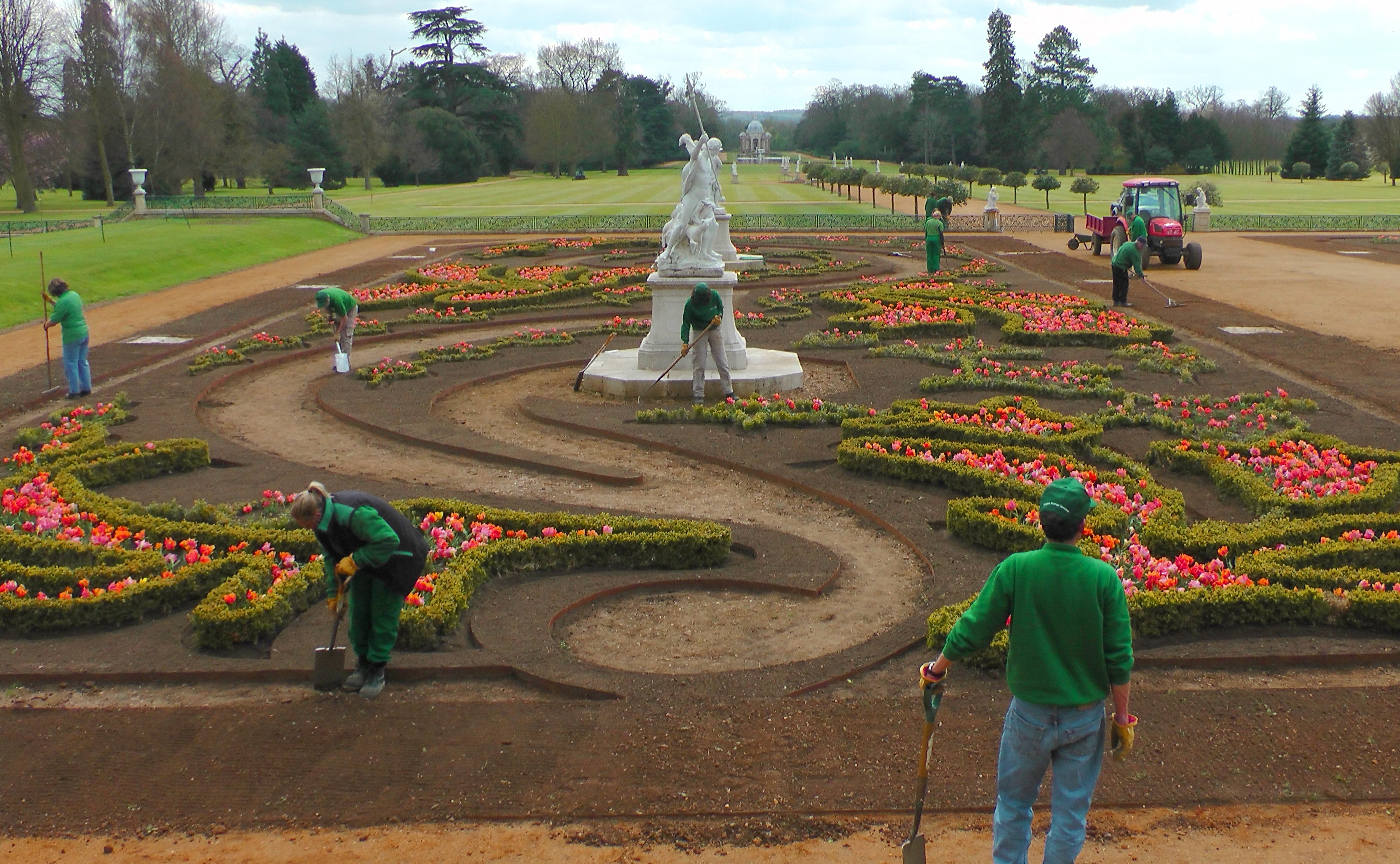

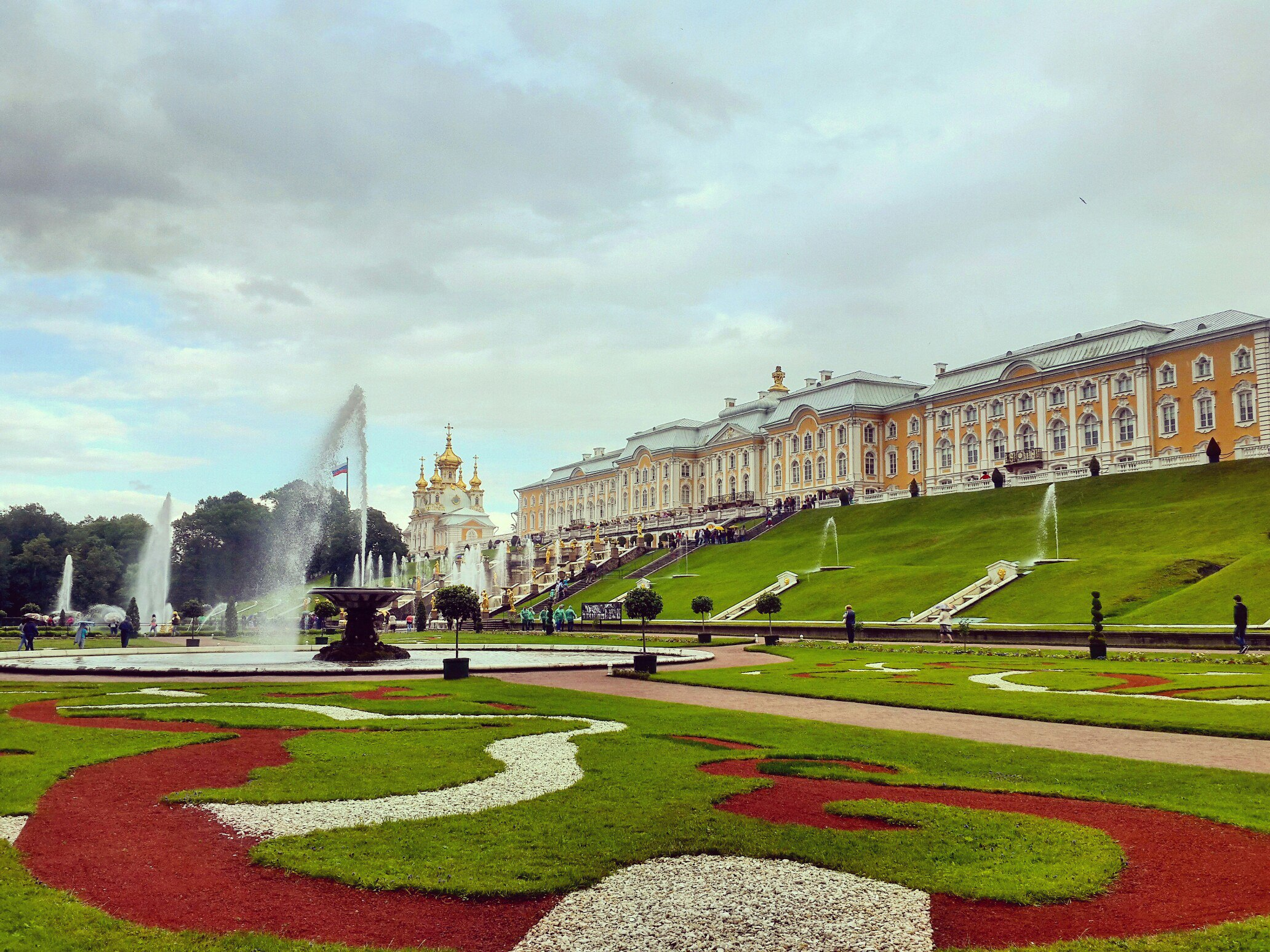
رقمة من العشب والحصى فقط في قصر بِتَهُف

الرَّقْمَة أو الرَّوْضَّة هو جزء من حديقة رسمية مبنية على طبقة سفلية تتكون من أنماط متناظرة فيها أحواض نباتية أو تحوطات منخفضة أو حصى ملونة مفصولة ومتصلة بمسارات. عادةً ما كان جزءًا من الحديقة الأقرب للمنزل قرب المطل.